# Madeline (Celeste)
Madeline es un personaje ficticio que actúa como protagonista principal del videojuego Celeste de 2018 de Maddy Thorson. A lo largo del videojuego, sube a la montaña Celeste y al mismo tiempo lidia con la ansiedad y otros problemas. El personaje se destaca como uno de los pocos protagonistas transgénero en la industria de los videojuegos: su identidad como mujer trans fue confirmada por Thorson en 2020, luego del lanzamiento de Despedida, un paquete de expansión de contenido descargable para Celeste, que recibió una importante cobertura mediática.

## Concepto y creación
El concepto de Badeline, una representación física de la depresión y la ansiedad de Madeline, así como la premisa de cuidar de uno mismo, se basó en las propias experiencias de la creadora Maddy Thorson. Ella cita como ejemplo los tratos de Madeline con el personaje Sr. Oshiro, donde sacrifica su propio cuidado personal para cuidar de otra persona. Thorson escribió a Madeline con el objetivo de que se caería de la montaña y finalmente volvería a subir, pero no supo cómo lograr una conexión mejor con el jugador. Comprendió cómo mejorarla una vez que se dio cuenta de que Madeline debería luchar contra su propia ansiedad. Ella señala que en la historia Madeline inicialmente intenta luchar contra Badeline y que con el tiempo aprende a funcionar con ella. Thorson señala, sin embargo, que esto es parte de un proceso y que quería que los jugadores se dieran cuenta de que Madeline todavía estaba lidiando con un conflicto interno al final de la historia. Finalmente se anunció que Madeline era una mujer trans, aunque Thorson inicialmente no la diseñó para ser transgénero. La discusión sobre la identidad de Madeline la ayudó a descubrir la identidad de género de Madeline y a hacer pública la suya propia.
La música de Celeste fue diseñada por Lena Raine, quien compuso la música con la intención principal de transmitir los sentimientos de Madeline, diciendo que es «casi 1:1 con su estado interno». Raine habló de cómo el viaje de Madeline es de «autodescubrimiento y aceptación». Su intención era ayudar a los jugadores a entrar en el estado mental de Madeline.

## Apariciones
Madeline aparece en Celeste, donde sirve como protagonista del videojuego. Ella está escalando la montaña Celeste, mientras lidia con problemas como la ansiedad y la depresión. Conoce varios personajes en el camino, incluida una mujer mayor que se hace llamar Granny, un explorador de Seattle llamado Theo, una parte de ella llamada Badeline y un espíritu llamado Sr. Oshiro, propietario de un hotel decrépito. Mientras sube la montaña, se topa con varios obstáculos, incluida Badeline, que intenta disuadirla de seguir subiendo. Madeline ayuda a Theo a través del hotel del Sr. Oshiro, y luego Theo ayuda a Madeline a lidiar con un ataque de ansiedad mientras viajaba en una góndola que se descompone, diciéndole que imagine una pluma flotando hacia arriba y hacia abajo. Más tarde intenta este método cuando Badeline intenta desanimarla aún más, lo que hace que Badeline la envíe hacia abajo de la montaña. Madeline finalmente se reconcilia con Badeline y trabajan juntas para llegar a la cima. Después de esto, regresan a la base y Madeline prepara un pastel para todos los demás personajes.
Ella y Badeline aparecen en la versión para Nintendo Switch de TowerFall Ascension, un videojuego anterior de Maddy Thorson, como personajes jugables.

## Recepción
Madeline ha recibido una recepción generalmente positiva por su aparición en Celeste. El personal de Venture Beat la nombró el mejor personaje nuevo de 2018 y la elogió por lo bien que resonó con ellos. Emily Heller de Polygon comentó que se identifica con Madeline y de cómo lucha contra una enfermedad mental. Heller pasó a incluirla en la lista de los mejores personajes de videojuegos de la década de 2010, llamándola el «personaje más identificable de la década» para las personas con ansiedad y depresión. El colaborador de Polygon, Jeff Ramos, sintió lo mismo y encontró inspirador cómo Madeline utiliza sus desafíos para ayudarse a sí misma. Kyle LeClair de Hardcore Gamer elogió el crecimiento de Madeline en Celeste, calificándola de «sarcástica pero adorable». Tom Marks de IGN sintió que la mezcla de la jugabilidad y la historia de Celeste lo ayudó a conectarse mejor con Madeline. Jenna de Autostraddle encontró identificable su historia, y también señaló que la forma en que habla cuando está asustada o herida «hiere su corazón». También elogió cómo creció a lo largo del viaje. Matt Gerardi de The A.V. Club agradeció que el videojuego manejara la enfermedad mental de Celeste de una «manera más respetuosa y franca».
Después del lanzamiento del contenido descargable Capítulo 9: Despedida, y antes de la confirmación posterior, había sido tema de discusión si Madeline era transgénero, debido al contenido descargable que muestra que el dormitorio de Madeline tiene una bandera trans, una foto de su infancia con pelo muy corto y un frasco de prescripción médica. La gente de la comunidad LGBTQ estaba entusiasmada con su potencial estatus como mujer trans, debido a la popularidad de Celeste y «un sentido de marginación tanto en la sociedad como en los medios de comunicación». También fue objeto de controversia para algunas personas, política y religiosamente, con algunos mensajes de odio dirigidos al videojuego y al personaje. Ali Jones de PCGamesN citó la dismorfia corporal de Madeline, su distanciamiento de los miembros de su familia y su lucha con una «versión sombría de sí misma» como razones por las que podría ser transgénero. Kat Bailey de USGamer sugirió que el videojuego puede estar sugiriendo que Madeline sea transgénero y al mismo tiempo señaló que es solo una parte de su identidad. Maddy Thorson, la desarrolladora del videojuego original, ha confirmado desde entonces que Madeline es canónicamente transgénero. Thorson también se declaró transgénero en la misma publicación y afirmó: «Durante el desarrollo de Celeste, no sabía que Madeline o yo éramos trans. Durante el desarrollo del DLC Despedida, comencé a tener una corazonada. Después del desarrollo, ahora sé que ambas lo somos».